# 플로린도 사소네

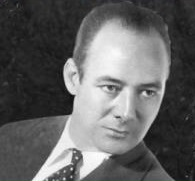

플로린도 사소네(Florindo Sassone, 1912년 1월 12일 ~ 1982년 1월 31일)는 지휘자·바이올린 주자이다. 부에노스아이레스에서 태어나 8세 때부터 바이올린을 익히고 국립음악원에서 편곡학을 전공하였다. 바이올린 주자로서 18세 때 탱고계에 데뷔하였다. 1934년에는 자기 악단을 조직, 탱고 다방인 '엘내셔널'과 라디오 '리바다비아'에 출연하여 명성을 날렸다. 1959년에 그란 오르케스타 티피카를 결성, 프레세도식의 다이내믹한 스타카토와 스트링 섹션의 아름다운 하모니가 특히 클로즈업 되어 일반에게 친근감을 주었을 뿐 아니라 일류악단이 되었다.

## 디스코그래피
- A Night in Buenos Aires, Capitol Records (stereophonic) (recorded in Argentina)
- Bien milonguero Vol. 1
- Bien milonguero Vol. 2
- Dancing tango
- Florindo Sassone Con Sus Cantores: 1947-1950, featuring Angel Roberto Chanel
- Florindo Sassone y sus cantores 1947/1956 Archivo RCA
- From Argentina to the world
- Grandes Del Tango 46
- Grandes Tangos Argentinos
- La última cita 1947-1953, with Jorge Casal, Roberto Chanel
- RCA Club
- Vol. 08. - Florindo Sassone y su orquesta - Años '47 / '51
- Tangos De Oro Florindo Sassone y sus gran orquesta
- Tango Internacional, recorded in 1971, copyright 1998